# À la bien!
Singles de Soprano
Halla Halla Ferme les yeux et imagine toi
Pistes de Puisqu'il faut vivre
Le bistrot du coin (Interlude) Welcome
À la bien! est le deuxième single extrait du premier album de Soprano Puisqu'il faut vivre (2007) sortie en 2007. La chanson est écrite et composée par le rappeur Soprano et le producteur américain Jonathan Rotem. La chanson est produite par Rotem.
Le single se classe à la 24e place en France et à la 17e en Belgique francophone des ventes de singles. Le titre reste du mois de septembre 2007 jusqu'en avril 2008 dans le top 100 des ventes de singles en France.
Joël et Éric Cantona donnent la réplique à Soprano dans le clip du single;

## Classement par pays
| Classement (2012)                       | Meilleure position |
| --------------------------------------- | ------------------ |
| Belgique (Wallonie Ultratop 50 Singles) | 17                 |
| France (SNEP)                           | 24                 |